# 圣安东尼奥-杜里奥阿拜舒
圣安东尼奥-杜里奥阿拜舒是巴西米纳斯吉拉斯州的一个市镇。总面积107.5平方公里，总人口1753人，人口密度16.3人/平方公里。